# Francisco Govinho Lima
Francisco Govinho Lima (Manaus, 17 de abril de 1971), conhecido também por Francisco Lima ou apenas Lima, é um ex-futebolista e treinador de futebol brasileiro que atuava como volante.

## Carreira como jogador
Em sua carreira, iniciada em 1990 no Ferroviário, jogou por empréstimo no Sul América em 1993. Passou também por São Paulo (onde foi campeão da Copa Conmebol de 1994, além de ter sido o pivô da eliminação do Tricolor da Copa do Brasil de 1996, após ser escalado de forma irregular), União São João e Nacional de Manaus até 1996, quando passou a defender clubes do exterior, com destaque para Roma (que pagou 3,7 bilhões de liras por sua contratação, em 2001) e Lokomotiv Moscou.
Jogou também por Gaziantepspor (Turquia), Zürich (Suíça), Lecce, Bologna, Qatar SC, Dínamo de Moscou, Brescia, San José Earthquakes (Estados Unidos) e Taranto, voltando ao Brasil em 2010 para defender novamente o Nacional de Manaus.
Após uma passagem pelo Rio Negro, Lima encerrou sua carreira pela primeira vez em 2011, no São Raimundo. Porém, uma proposta do Fast convenceu o ex-jogador - que trabalhava como diretor do Nacional até fevereiro - a cancelar a aposentadoria. O vínculo foi válido apenas para os 2 jogos com o Paysandu, pela Copa Verde. Depois da eliminação do Rolo Compressor, regressou novamente à Itália para vestir as camisas de Otranto e Atletico Aradeo, dois clubes amadores da Apúlia, onde encerrou definitivamente a carreira em 2017.

## Carreira de treinador
Sua primeira experiência como treinador foi também no futebol apuliano, comandando Uggiano Calcio e Deghi Calcio entre 2018 e 2019.
Em 2022, Lima retomou a carreira de técnico no Galatina Calcio, equipe que disputa a Promozione da Apúlia.

## Títulos
São Paulo
- Copa CONMEBOL: 1994

Ferroviário
- Campeonato Cearense: 1994

Roma
- Supercopa da Itália: 2001

Lokomotiv Moscou
- Campeonato Russo: 2004
- Supercopa da Rússia: 2005
- Copa da CEI: 2005